# Gare de Haussmann – Saint-Lazare
Gare de Haussmann – Saint-Lazare vasútállomás és RER állomás Franciaországban, Párizsban.

## Vasútvonalak
Az állomást az alábbi vasútvonalak érintik:

## Kapcsolódó állomások
A vasútállomáshoz az alábbi állomások vannak a legközelebb:
- Gare de Magenta (Gare de Tournan, Gare de Chelles - Gournay, RER E)
- Gare de Neuilly - Porte Maillot (2024. május 6. – , Nanterre – La Folie, RER E)

## Járatok
Az állomást az alábbi RER járatok érintik:
- RER E Párizs – Noisy-le-Sec – Bondy – Chelles-Gournay
- RER E Párizs – Noisy-le-Sec – Val de Fontenay – Villiers-sur-Marne
- RER E Párizs – Noisy-le-Sec – Val de Fontenay – Villiers-sur-Marne – Tournan

## Galéria

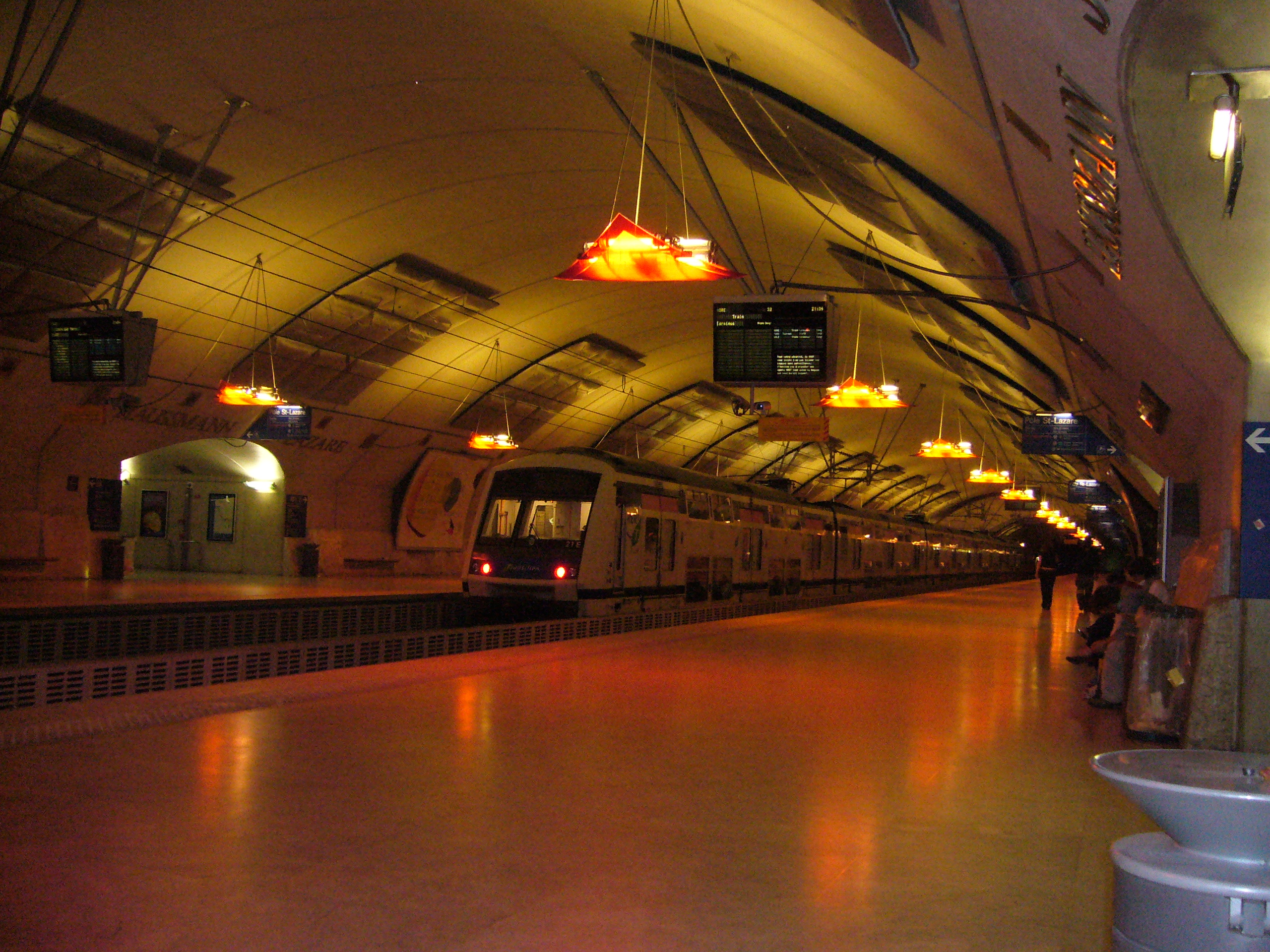
A RER E peronjai
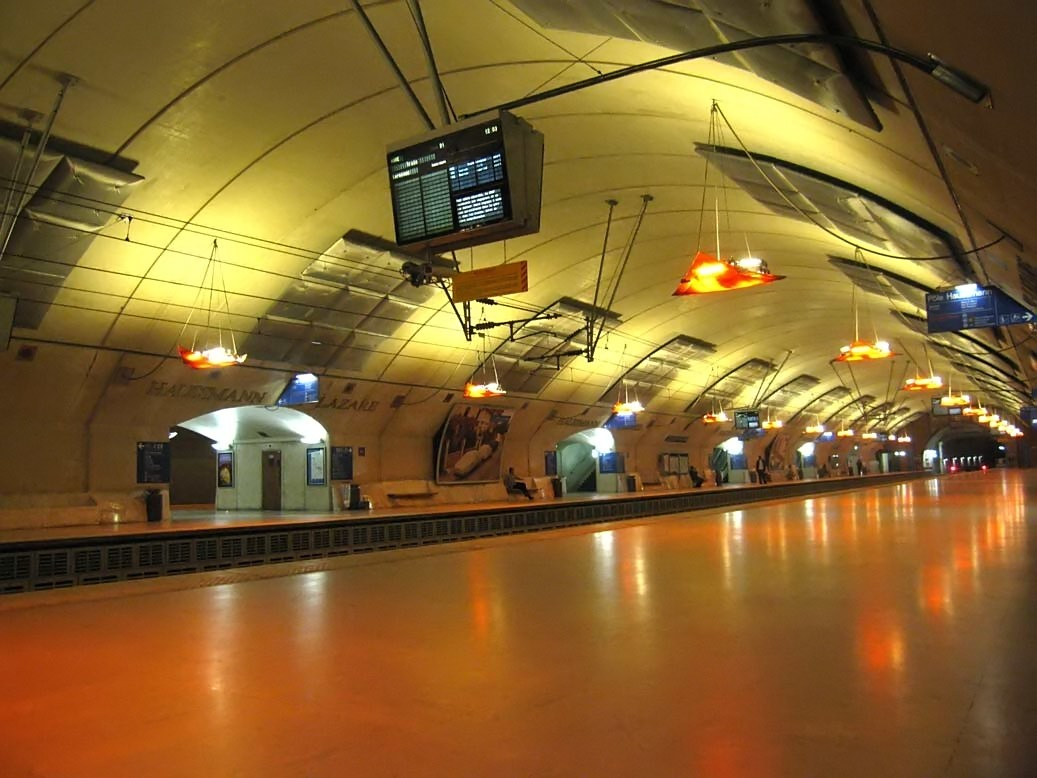
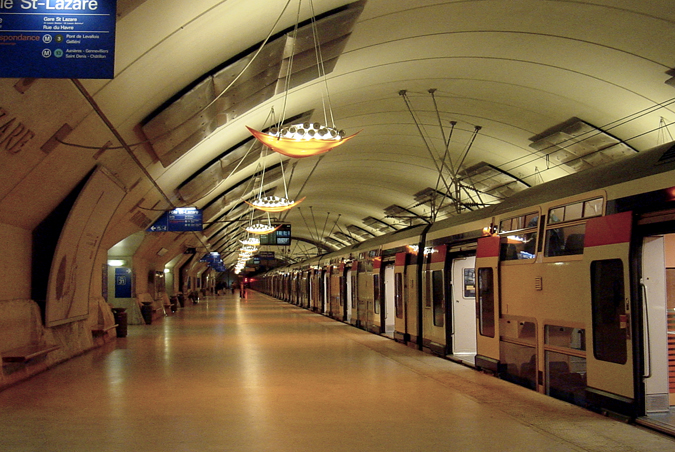
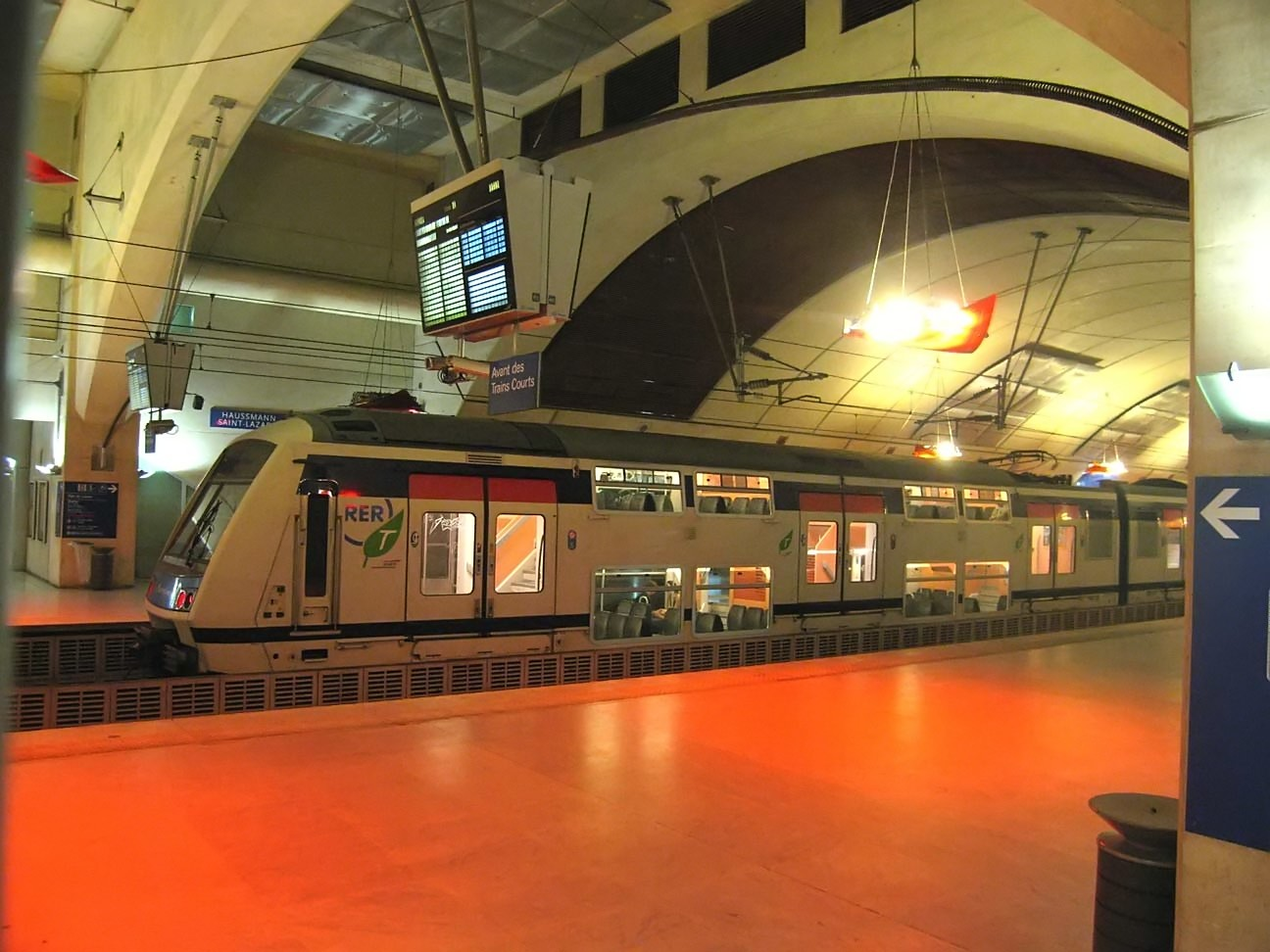
SNCF Z 22500 sorozatú motorvonat az állomáson
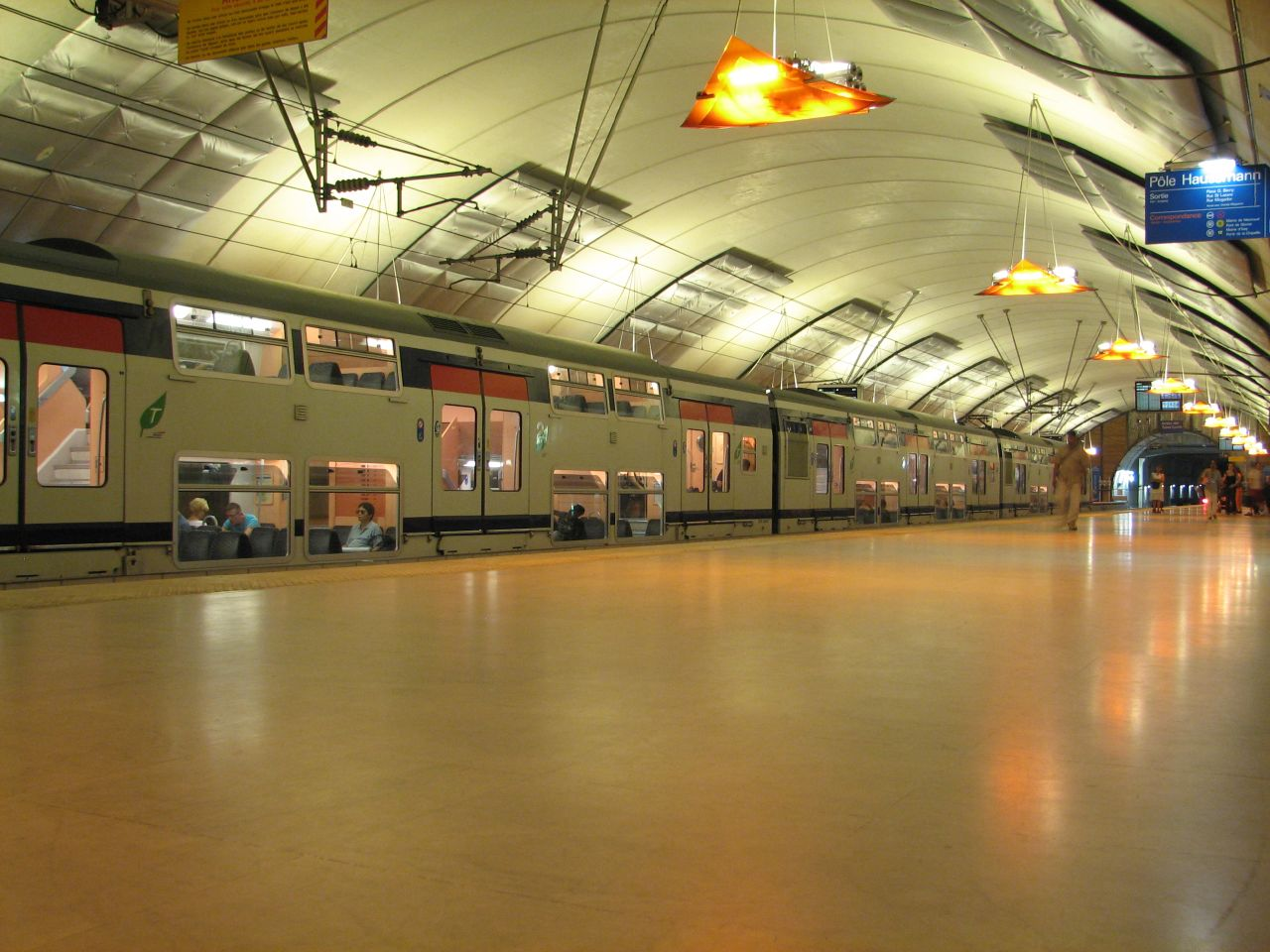
SNCF Z 22500 sorozatú motorvonat az állomáson
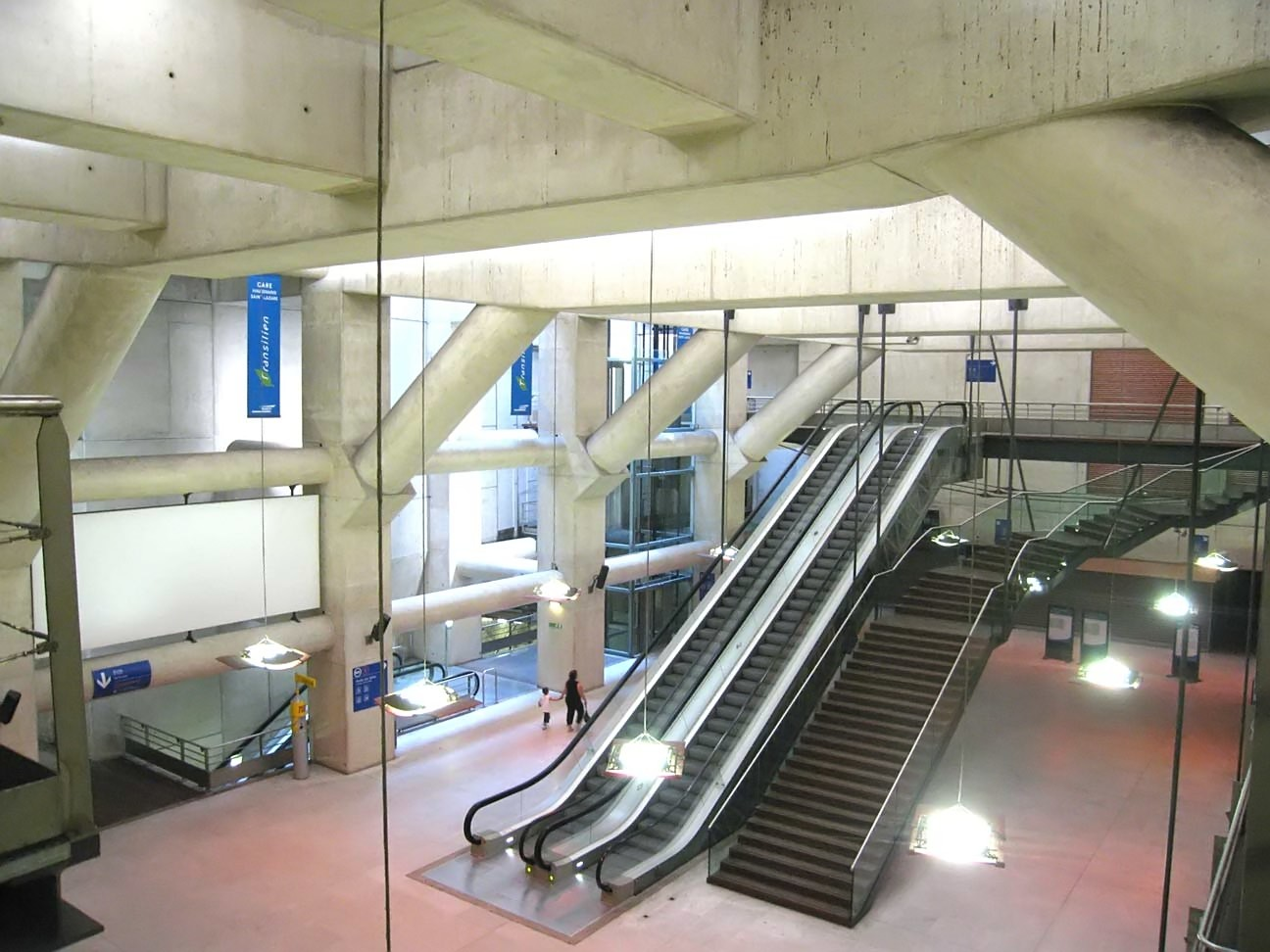
Mozgólépcsők
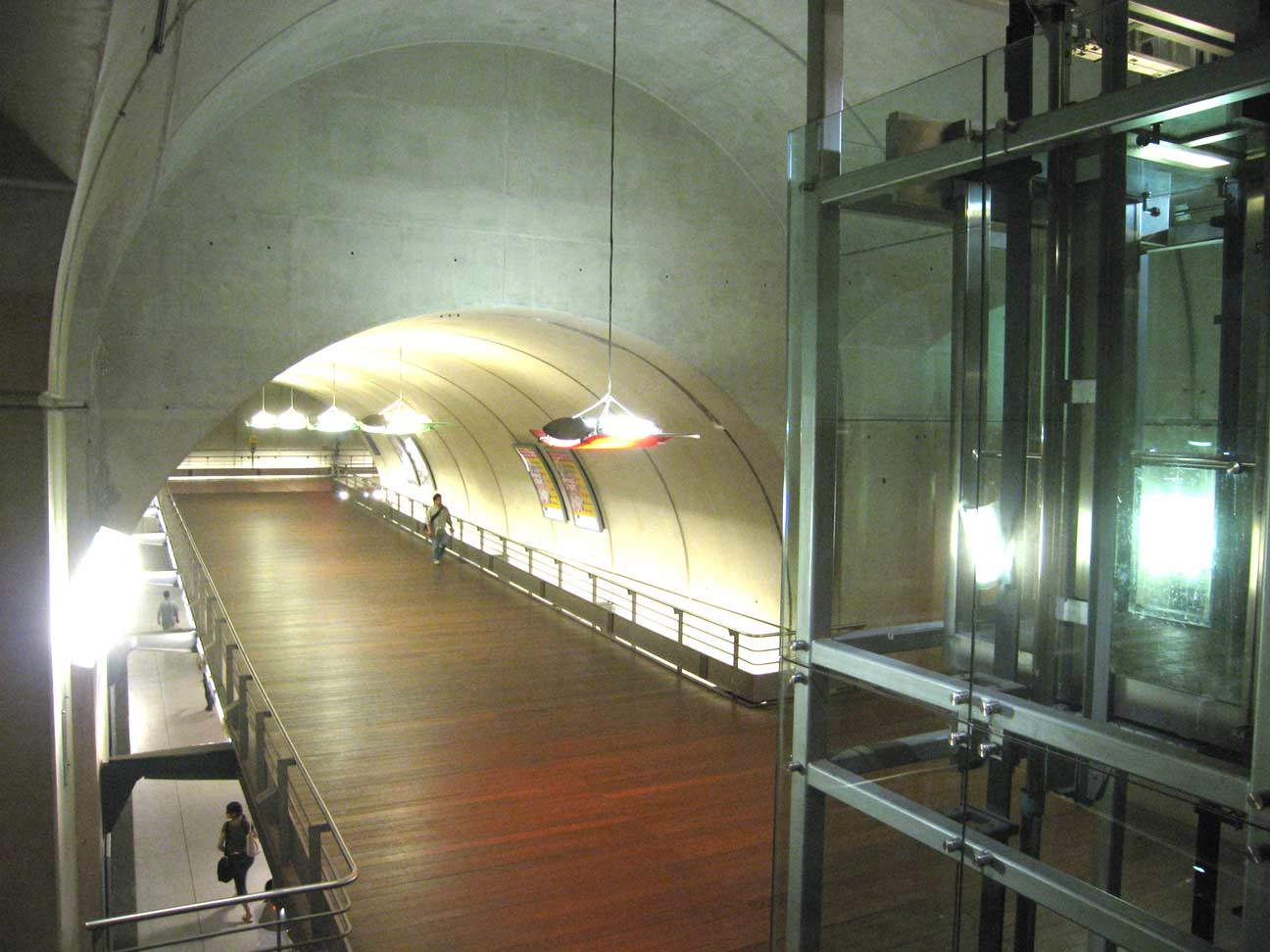
Kijárat

## Lásd még
- Franciaország vasútállomásainak listája
- A RER állomásainak listája